# زانکت پتر-اوردینگ
زانکت پتر-اوردینگ (به آلمانی: Sankt Peter-Ording) یک شهر در آلمان است که در Eiderstedt (Amt) واقع شده‌است. زانکت پتر-اوردینگ ۴٬۰۹۳ نفر جمعیت دارد.